# محمد موسى الشريف
محمد حسن عقيل موسى الشريف (ولد في جده، 1961م) داعية إسلامي سعودي ، وإمام، وطيار، وأستاذ جامعي، وكاتب، وباحث في التاريخ الإسلامي، ومتخصص في علم القرآن والسنة، جمع بين عدة أعمال، فإضافة لكونه طيار مدني، فقد تمكن من إكمال الدراسة الأكاديمية الشرعية وحصل على الدكتوراه في الكتاب والسنة، وحفظ القرآن الكريم وأجيز في القراءات العشر من طريق الشاطبية والدرة.

## نشأته وحياته
ولد في جده عام 1381 هـ /1961م، وأسرته من المدينة المنورة، ويتصل نسبهم بآل بيت النبي صلى الله عليه وسلم. ويعمل قائد طائرة (طيار) في الخطوط الجوية العربية السعودية.

## تعليمه
- بكالوريوس الشريعة 1408/1988، كلية الشريعة بجامعة الإمام محمد بن سعود الإسلامية.
- ماجستير في الكتاب والسنة 1412/1992، قسم الكتاب والسنة، كلية الدعوة وأصول الدين، بجامعة أم القرى.
- دكتوراة في الكتاب والسنة 1417/1996 كلية الدعوة وأصول الدين، قسم الكتاب والسنة، بجامعة أم القرى.
- لديه اجازة في القراءات العشر من طريق الشاطبية والدرة.
- لديه إجازة في رواية حفص من طريق الشاطبية والطيبة.

## اعتقاله
اعتقلته السلطات السعودية مع العشرات من العلماء والدعاة دون تهمة في شهر أكتوبر 2017 .
وقال الشيخ موسى الشريف قبل اعتقاله متحدّثًا عن الربيع العربي: إن «الربيع العربي هو ناتج من نتائج الصحوة لأن الصحوة هي التي شملته بالرعاية والتوجيه ودفعه إلى الأمام فكان ما كان».
وأضاف: «تخلصنا من طغاة ما كنا نظن ولا حتى في الأحلام أن نتخلص منهم بهذه الطريقة بفضل الله ورحمته ومنته جل جلاله».
ولفت إلى أن «الربيع العربي ليس إلا قطرة من بحر قادم وغيض من فيض آتٍ»، مستعيذا بأن يكون كلامه رجما بالغيب وإنما «من دراسة الواقع والتاريخ وقراءة للسنن من أن الذي سيقدم شيء جديد وعظيم وعما قريب».
وشدد الداعية السعودي على أن «هناك غليان في العالم الإسلامي كله.. هنالك حركة جليلة ستنتج شيئًا عظيما عما قريب بإذن الله وسترون».
وأشار إلى أن «المسألة مسألة وقت لا غير، وأن المسلمون في عنق الزجاجة والأحداث ساخنة ومتسارعة ومنضغطة

## أعماله الدعوية
- مشرف موقع التاريخ www.altareekh.com
- عضو لجنة اختيار الأئمة والمؤذنين، بوزارة الشؤون الإسلامية والدعوة والإرشاد، بمدينة جدة سابقًا.
- عضو الهيئة التأسيسية للهيئة العالمية للقران الكريم، وعضو مجلس إدارتها سابقاً.
- عضو اللجنة العلمية في الهيئة العالمية للقرآن الكريم.
- عضو لجنة الدعوة والقرآن الكريم بهيئة الإغاثة الإسلامية العالمية سابقًا.
- عضو الجمعية العمومية للهيئة العالمية للإعجاز في القرآن الكريم والسنة النبوية.
- عضو اللجنة العلمية في الهيئة العالمية للإعجاز.
- إمام مسجد الإمام الذهبي بحي النعيم، وخطيب مسجد التعاون بحي الصفا بمدينة جدة.
- عمل أستاذا متعاوناً في جامعة الملك عبد العزيز بجدة 7 سنوات من سنة 1417 - 1996 إلى سنة 1424 - 2003 درس خلالها مواد الثقافة الإسلامية ومواد التخصص في قسم الدراسات الإسلامية وهي الحديث، والدراسات النحوية في الكتاب والسنة، والقرآن الكريم.
- عمل أستاذا في مرحلة الماجستير في جامعة العلوم والتقنية اليمنية فرع جدة وذلك في تخصص الدراسات الإسلامية.
- عمل أستاذا في جامعة مكة المكرمة لمدة فصل دراسي واحد.
- واشرف وناقش عدة رسائل في مرحلتي الماجستير والدكتوراه.
- مقدم برامج في التلفزيون السعودي، وقناة الفجر، وقناة اقرأ، وقناة المجد، وقناة دليل، وقناة الرسالة.
- درّس عدة كتب شرعية منها التحبير في علم التفسير للإمام السيوطي وكتاب مقدمة التفسير لشيخ الإسلام ابن تيمية والمقدمات العشر لتفسير التحرير والتنوير للطاهر ابن عاشور.
- له درس بمسجد التعاون كل يوم جمعة بعد صلاة العشاء في تفسير القرآن الكريم.
- له مقالات في مجلة المجتمع
- رئيس مجلس إدارة شركة أبحاث للإعجاز في الكتاب والسنة / القاهرة.
- رئيس مركز الشرق للدارسات التاريخية في القاهرة.
- عضو المكتب التنفيذي ومجلس الأمناء في رابطة علماء أهل السنة.
- عضو الجمعية العمومية للاتحاد العالمي لعلماء المسلمين.
- عقد دورات عديدة في مادة المصادر والمراجع الشرعية.
- عقد دورات عديدة في كيفية قراءة التاريخ وفهمه.

## مؤلفاته

### المجموعة النسائية
1. المرأة الداعية.
2. المرأة شؤون وشجون.
3. مصطلح حرية المرأة بين كتابات الإسلاميين وتطبيقات الغربيين.
4. حياء النساء عصمة وأنوثة وزينة.

### المجموعة الدعوية
5. الثبات.
6. عجز الثقات.
7. التوريث الدعوي.
8. أثر المرء في دنياه.
9. الهمة طريق إلى القمة.
10. التقارب والتعايش مع غير المسلمين.
11. إنصاف الإمام ابن حجر العسقلاني الرجال المختلف في شأنهم في صحيح البخاري.
12. نَحْوُ الدعاة.
13. مقياس العمل المؤثر.

### المجموعة الشرعية
14. الاختيارات من كتاب الفروق للإمام القرافي.
15. المرجعية الشرعية لطلاب العلم: أهل القرآن نموذجاً.

### مجموعة السيرة
16. ضوابط منهجية في عرض السيرة النبوية.
17. العلاقة بين النبي صلى الله عليه وسلم والخلفاء الراشدين.
18. حقوق آل البيت والصحابة رضي الله عنهم.
19. جهود المؤرخين المحدثين في تدوين السيرة النبوية.
20. خصائص العبادة عند الصحابة وآل البيت.

### المجموعة الإيمانية
21. الأمن النفسي.
22. العبادات القلبية وأثرها في حياة المؤمنين.
23. أثر الدعاء في دفع المحذور وكشف البلاء.
24. العاطفة الإيمانية وأثرها في الأعمال الإسلامية.
25. تسبيح ومناجاة وثناء على ملك الأرض والسماء.
26. عظمة الله تعالى وجل وعز.

### مجموعة التطوير
27. الطرق الجامعة للقراءة النافعة.
28. التنازع والتوازن في حياة المسلم.
29. التدريب وأهميته في العمل الإسلامي.
30. جدد حياتك (رسالة إلى من جاوز سن الأربعين).
31. الثقافة الآمنة.
32. الخطاب الإسلامي بين الواقع والمأمول.
33. الجانب الفكري في شخصية المشتغلين بالعلوم الشرعية- العلوم القرآنية مثالاً.
34. حقوق آل البيت والصحابة على الأمة.

### مجموعة الآفات
35. حصول الطلب بسلوك الأدب.
36. ظاهرة التهاون في المواعيد.
37. الترف وأثره في الدعاة والصالحين.
38. القدوات الكبار بين التحطيم والانبهار.
39. أهل الإسلام والتفلت من ظاهر الالتزام.
40. من مآسي الافتراق.. نماذج تاريخية ومعاصرة.

### المجموعة التاريخية
41. حال بلاد الشام في أوائل القرن الرابع عشر الهجري / العشرين الميلادي.
42. المختار من طبقات الشافعية الكبرى.
43. استجابات إسلامية لصرخات أندلسية.
44. مختصر مظهر التقديس بزوال دول الفرنسيس.
45. نزهة الفضلاء تهذيب سير أعلام النبلاء (القرن الأول إلى السابع).
46. المختار المصون من أعلام القرون (القرن الثامن إلى الثالث عشر).
47. مختصر كتاب الروضتين في أخبار الدولتين: نور الدين وصلاح الدين.
48. كيفية قراءة التاريخ وفهمه.
49. إعداد المؤرخ الثقة.
50. التراجم وأثرها في السلوك الإنساني.
51. تعريف موجز بأشهر كتب التاريخ.
52. الأخبار العليات من الوافي بالوفيات، للعالم الأديب صلاح الدين الصفدي.
53. علماء آسيا الوسطى (تركستان) بين الماضي والحاضر.. ونبذة عن أهم مدن تركستان التاريخية.
54. رضى القدوس تهذيب رياض النفوس في طبقات علماء أفريقية والقيروان لأبي عبد الله المالكي.

### المجموعة القرآنية
55. معجم القواعد القرآنية.
56. مجموع فتاوى القرآن الكريم.
57. التلخيص في القراءات الثمان، للإمام عبد الكريم بن عبد الصمد الطبري «دراسة وتحقيق»- ماجستير.
58. الفتاوى المتعلقة بالقرآن الكريم لمدارس وطلاب الحلقات القرآنية.
59. إعجاز القرآن بين الإمام السيوطي والعلماء «دراسة مقارنة»- دكتوراه.
60. جهود العلماء في بيان إعجاز القرآن العظيم.
- مجموعة التراجم:

61. الصواف بطل العراق.
62. الصفات والخصائص التي ابرزت الإمام المجاهد يوسف بن تاشفين المرابطي
63. عمر المختار البطل المغوار.
64. الشيخ عبد العزيز ابن باز مثقفاً ومفكراً.
65. الحسن البصري الزاهد العارف.
66. عبد الحميد بن باديس داعية الجزائر.
67. صلاح الدين الأيوبي قاهر الصليبيين.
68. محمد عبد الكريم الخطابي بطل من الريف.
69. مختصر الفتح المواهبي في مناقب الإمام الشاطبي.
70. عظماء منسيون في التاريخ الحديث1/4.
71. الصفات التي أنضجت دعوة النورسي وفكره.
72. مجاهدون منسيون.

### مجموعة اللغة والأدب
73. اللطائف والنوادر.
74. الشوق والحنين إلى الحرمين الشريفين.
75. الاختيارات من مجلة معهد المخطوطات.
76. قصص وطرائف في الحج من القرون السوالف.
77. معجم المصطلحات والتراكيب والأمثال المتداولة.

### المجموعة الخاصة
78. ذكريات طيار.
79. رحلتي مع القراءة.
80. رحلتي في طلب العلم.
81. رحلتي في التأليف.
82. رحلتي (جزء من الذكريات)

### المقالات المجموعة في كتيبات
83. بر الوالدين .
84. القرآن الكريم فضله وأهميته.
85. أختي المضيفة.
86. العلم أهميته وفضله.
87. رمضان شهر العبادة والنصر.
88. وصايا ونصائح إلى الملاحين الجويين.
89. المرأة شؤون وشجون.

### المجموعة الموسمية
90. مقالات الإسلاميين في شهر رمضان الكريم.
91. المقالات النفيسة في الحج إلى مكة المكرمة والمدينة الشريفة.

### مجموعة الرحلات
92. المختار من الرحلات الحجازية إلى مكة والمدينة النبوية.

### كتب تحت الإعداد
93. تهذيب مجلة المنار للأستاذ محمد رشيد رضا.
94. الصحوة الإسلامية تاريخاً وحاضراً.

## الألبومات
1. ألبوم: أسباب النزول.
2. ألبوم: الاستبشار بحتمية الانتصار.
3. ألبوم: مواقف تربوية ونفحات إيمانية.
4. ألبوم: قصص وآثار في فضائل القرآن.
5. ألبوم: صراعنا مع اليهود.
6. ألبوم: الإسلام والغرب.
7. ألبوم: عظماء من بلاد الإسلام.
8. ألبوم: أئمة آل البيت.
9. ألبوم: الإمام النووي.

## الأشرطة
1. فلسطين تاريخاً وحاضراً.
2. أثر المرء في ديناه.
3. الثقافة التي نريد.
4. أيام في قزقستان.
5. أسباب التمكين في الأرض.
6. التفاؤل والاستبشار.
7. دفع البلاء بالصدقة.
8. الحياة السعيدة.
9. القدوات الكبار بين التحطيم والانبهار.
10. الاستغفار.
11. معالم الحياة .
12. الأمن النفسي.
13. الباحثة عن الحقيقة «مريم جميلة».
14. الهمة في الوصول إلى القمة.
15. مهمة الشباب في الحياة.
16. مقدمة في الجهاد.
17. مقدمة في الدعاء.

## برامج مرئية
1. الحملة الفرنسية على مصر
2. الحملة الفرنسية على الجزائر
3. الحملة الإنجليزية على مصر
4. نحو أمة واحدة
5. وزدناهم هدى
6. شخصيات عثمانية
7. الشاهد
8. غداء الروح
9. منائر أرض السواد
10. شخصيات تونسية
11. أسباب النزول
12. الدولة العثمانية عوامل النهضة وعوامل السقوط

## أنظر أيضاً
- راغب السرجاني
- جهاد الترباني
- محمد صالح المنجد